# Капије Београда
Овај чланак описује објекте у Београду који се називају капијама, већином на Београдској тврђави.

## Некадашње римске капије
Остаци јужне капије Сингидунумског каструма су пронађени приликом адаптације зграде Библиотеке града Београда, на крају Кнез Михаилове улице (44° 49′ 12″ N 20° 27′ 12″ E / 44.82000° С; 20.45333° И). Капија је била фланкирана кулама, остаци једне се налазе у подруму библиотеке а друга је била преко пута улице у паркићу са Ракићевом бистом. На скоро истом месту се налази семафор на којем шетачи чекају да пређу улицу и уђу у Калемегдански парк, на истом месту где би пре пар хиљада година стајали да уђу у римско утврђење.
Северозападна капија каструма (према ушћу река) била је приближно на истом месту као данашња Дефтердарова капија.

## Капије на данашњој тврђави

### Капије Горњег града
Ово су капије у зидинама Горњег града Београдске тврђаве. Треба приметити да капије које су функционално повезане, нису у истој линији. Овим се спречава директна употреба опсадних справа на унутрашњој капији, ако би била пробијена спољна.
| Назив                    | Изглед                            | Изграђена        | Локација                                               | Опис |
| ------------------------ | --------------------------------- | ---------------- | ------------------------------------------------------ | --- |
| Сахат капија             | Сахат-капија и над њом сахат-кула | 17. век          | 44° 49′ 23″ N 20° 27′ 2″ E / 44.82306° С; 20.45056° И  | Југоисточна капија (према граду) на унутрашњем зиду, повезана мостом са Унутрашњом Стамбол капијом. Мостови у тврђави су били дрвени, да би се у случају напада могли спалити. Капија је названа по Сахат Кули, изграђеној у 19. веку, а саму капију је у 17. веку изградио венецијански инжењер Андреа Корнаро, па је понекад називају и Корнарова капија. Занимљиво да је Корнаро дошао на тврђаву у време аустријске окупације 1688-1690, а затим пребегао Турцима који су преотели тврђаву и наставио радове за њихов рачун у следећој деценији. |
| Барокна капија           | Baroc Gate                        | 18. век          | 44° 49′ 23″ N 20° 27′ 2″ E / 44.82306° С; 20.45056° И  | Jедна од многобројних на Београдској тврђави, изграђена током велике аустријске реконструкције Београдске тврђаве, у првој половини 18. века, на основу пројекта Николе Доксата де Мореза. Аустријанци су ову нову капију изградили у оквиру југоисточног бедема, ради стварања симетрије са главном тврђавском капијом – Стамбол капијом. |
| Дефтердарова капија      | Defterdar's Gate                  |                  | 44° 49′ 26″ N 20° 26′ 56″ E / 44.82389° С; 20.44889° И | Ова капија се налази у северозападним унутрашњим зидинама (према ушћу Саве у Дунав), насупрот Сахат капије. Из Доњег града је доступна стрмим степеницама. Улазни комплекс је делимично очуван. Десно од ње, гледано из Горњег града, налази се (сува) Чесма Мехмед-паше Соколовића. |
| Деспотова капија         | Despot's Gate                     | 1404-1427        | 44° 49′ 30″ N 20° 27′ 2″ E / 44.82500° С; 20.45056° И  | Деспотова капија је у североисточним унутрашњим зидинама (према Дунаву), одмах поред Диздареве куле са којом чини најочуванији средњовековни део тврђаве. Изграђена је у време владавине деспота Стефана Лазаревића над Београдом 1404-1427. Мостом је повезана са Зиндан Капијом. |
| Унутрашња Стамбол капија | Inner Stambol Gate                | око 1750         | 44° 49′ 21″ N 20° 27′ 3″ E / 44.82250° С; 20.45083° И  | Унутрашња Стамбол капија је југоисточна капија у спољним зидинама, повезана дрвеним мостом са поменутом Сахат капијом (у унутрашњим зидинама). Такође је насутим земљаним (првобитно такође дрвеним) мостом повезана са спољним равелином где се пут рачва: лево (гледано од Стамбол к.) је Спољна Стамбол капија, а десно је Карађорђева. Унутрашња Стамбол-капија је изграђена око 1750. и названа је по Истанбулу (Стамболу), јер се налазила у продужетку Цариградског друма.                                                                    |
| Карађорђева капија       | Karadjordje's Gate                | 18. век          | 44° 49′ 18″ N 20° 27′ 3″ E / 44.82167° С; 20.45083° И  | Јужна капија равелина. Изграђена је у 18. веку, а названа је по Карађорђу, који је прошао кроз њу приликом заузимања тврђаве 1806. Након повратка Турака 1813. зазидана је како не би послужила неком новом Карађорђу. Поново је отворена тек након Другог светског рата. |
| Краљ капија              | King Gate                         | око 1725         | 44° 49′ 22″ N 20° 26′ 52″ E / 44.82278° С; 20.44778° И | Југозападна капија унутрашњих зидина (према Сави), на супротном крају од Деспотове капије. До капије се силази кратким степеништем које пролази поред Римског бунара. Са остатком града је повезује мост. Изграђена је око 1725 |
| Леополдова капија        | Leopold's Gate                    | око 1690         | 44° 49′ 30″ N 20° 27′ 6″ E / 44.82500° С; 20.45167° И  | Спољна источна капија (према Дунаву, одн. Дорћолу), повезана мостом са Зиндан Капијом. Изграђена је око 1690. и названа по аустријском цару Леополду I. |
| Спољашња Стамбол капија  | Outer Stambol Gate                | 1840-1860        | 44° 49′ 20″ N 20° 27′ 7″ E / 44.82222° С; 20.45194° И  | Источна капија равелина (са супротне стране у односу на Карађорђеву), кроз њу се пролази идући Цариградским друмом према Унутрашњој Стамбол капији. Изграђена је током 1840-60. |
| Јужна капија             |                                   | 15. век          |                                                        | Јужна капија је постојала лево од Сахат капије (гледано из правца Ун. Стамбол капије, одн града). Потицала је из средњег века, затворена је након изградње Сахат капије, данас служи као музеј. |
| Зиндан капија            | Zindan Gate                       | средина 15. века | 44° 49′ 33″ N 20° 27′ 5″ E / 44.82583° С; 20.45139° И  | Зиндан капија је средња капија у правцу Дунава, карактеристична је по томе што се налази између две округле куле. Повезана је са Деспотовом капијом (изнутра) и Леополдовом к. (споља). Изграђена је средином 15. века. Од 18. века Турци су је користили као тамницу (зиндан) по чему је и названа. |
| Гвоздена (Демир) капија  |                                   |                  | 44° 49′ 33″ N 20° 27′ 5″ E / 44.82583° С; 20.45139° И  | Сада зазидана капија, испод Завода за заштиту споменика, према Римском бунару |

### Капије Доњег града
| Назив                 | Изглед              | Изграђена | Локација                                               | Опис |
| --------------------- | ------------------- | --------- | ------------------------------------------------------ | --- |
| Мрачна капија         | Dark Gate           |           | 44° 49′ 19″ N 20° 26′ 49″ E / 44.82194° С; 20.44694° И | Мрачна капија се налази на савској страни Доњег града. Капија и околни комплекс су значајно реновирани 2007-08.                                                                                   |
| Капија Карла VI       | Gate of Charles VI  | 1736.     | 44° 49′ 33″ N 20° 26′ 57″ E / 44.82583° С; 20.44917° И | Капија Карла VI је изграђена 1736, у време аустријске окупације, као славолук тадашњег хабзбуршког владара Карла VI. Она је једна од ретких барокних грађевина у Београду.                        |
| Унутрашња Сава капија | Inner Sava Gate.jpg |           |                                                        | |
| Спољна Сава капија    | Outer Sava Gate.jpg |           |                                                        | |
| Пристанишна капија    | Port Gate           |           | 44° 49′ 39″ N 20° 26′ 58″ E / 44.82750° С; 20.44944° И | Главни улаз у београдску луку у турско доба, источно од Куле Небојше. |
| Видин капија          | Vidin Gate          | 18. век   | 44° 49′ 37″ N 20° 27′ 6″ E / 44.82694° С; 20.45167° И  | Источна капија Доњег града (према Дорћолу), изграђена у 18. веку, током аустријских проширења. Првобитна је била фланкирана с две куле (као Зиндан капија), али су је Немци 1944. дигли у ваздух. |
| Водена капија 1       |                     |           | 44° 49′ 28″ N 20° 26′ 45″ E / 44.82444° С; 20.44583° И | Прва Водена капија се налази на западном бедему Доњег града. |
| Водена капија 2       |                     |           | 44° 49′ 36″ N 20° 26′ 49″ E / 44.82667° С; 20.44694° И | Друга Водена капија, која се користи и данас, на северном је бедему, са друге стране Небојше куле у односу на Пристанишну капију.                                                                 |

### Капије у Шанцу
| Назив          | Изглед                                       | Изграђена | Локација                                                                 | Опис |
| -------------- | -------------------------------------------- | --------- | ------------------------------------------------------------------------ | --- |
| Сава капија    | Plaque which marks the place of Sava Gate    |           | 44° 49′ 6″ N 20° 26′ 58″ E / 44.81833° С; 20.44944° И                    | Сава капија је била јужна капија Вароши. Када су устаници 1806. напали Београд, ушли су управо кроз ову капију, након што су је отворили Узун Мирко и Остоја Конда. Данас њен положај означава спомен-плоча |
| Стамбол капија | Plaque which marks the place of Stambol Gate | 1723-1739 | 44° 48′ 59″ N 20° 27′ 37″ E / 44.81639° С; 20.46028° И                   | Застрашујућа Стамбол капија се налазила на Цариградском друму, окренута остатку данашњег града, на данашњем месту Народног позоришта. Изграђена је током аустријске окупације 1717-39, Турци су је касније користили као место за јавна погубљења и излагање погубљених. Као симбол турске опресије, срушена је 1866. |
| Варош-капија   | Plaque which marks the place of Varoš Gate   |           | 44° 48′ 59.5728″ N 20° 27′ 11.1276″ E / 44.816548000° С; 20.453091000° И | Ова капија била је зид између Стамбол капије и Сава капије, и налазила се на углу улице Поп Лукине и Маршала Бирјузова. Остаци капије још увек се налазе у темељима оближњих кућа. По њој је насеље добило име. |
| Видин капија   | Plaque which marks the place of Vidin Gate   |           | 44° 49′ 14″ N 20° 27′ 55″ E / 44.82056° С; 20.46528° И                   | Источна капија Вароши се звала Видин капија, налазила се код данашње Прве београдске гимназије, на чијој се згради налази спомен-плоча. Пут од ње звао се Видински друм. |

### Модерне „капије“
| Назив                   | Изглед                   | Изграђена | Локација                                               | Опис |
| ----------------------- | ------------------------ | --------- | ------------------------------------------------------ | --- |
| Источна капија Београда | Eastern Gate of Belgrade | 1980      | 44° 47′ 3″ N 20° 30′ 44″ E / 44.78417° С; 20.51222° И  | Источна капија Београда је комплекс три стамбена облакодера, надалеко видљив на прилазу Београду ауто-путем Е75. Налази се у насељу Коњарник.                                      |
| Западна капија Београда | Western Gate of Belgrade | 1977      | 44° 49′ 13″ N 20° 24′ 17″ E / 44.82028° С; 20.40472° И | Западна капија Београда је облакодер, надалеко видљив. Грађен је у виду две куле повезане мостом, тако да изгледа као врата, али путеви (Е75, Е70) пролазе поред њега, а не испод. |